# Borstwering (bouwkunde)

Borstwering

Een borstwering is het gedeelte van een (kamer)muur dat zich tussen de vloer en de onderkant van het kozijn bevindt.
Met borstwering kan hierbij het deel van de buitenmuur dat boven de zolder- of dakvloer uitsteekt bedoeld worden, wat veel toegepast werd bij Nederlandse siergevels in de 18e tot begin 20e eeuw. Het betreft hier meestal een niet-functioneel stuk muur dat enkel een decoratief doel heeft.
Met een borstwering wordt ook bedoeld de verhoging (zie 1 in de afbeelding) van de buitenmuren (2) van een huis of woning boven de zoldervloer, waarop de muurplaten (3) zijn aangebracht, evenwijdig aan de kaprichting.
Ook een gesloten vloerafscheiding (bijvoorbeeld van een balkon of dakterras), anders dan een balustrade, wordt een borstwering genoemd, evenals het gesloten geveldeel tussen vloer en kozijn tot borsthoogte.